# Ваниль
Вани́ль (лат. Vanílla) — род многолетних лиан семейства Орхидные (Orchidaceae). Плоды нескольких (двух-трёх) видов также называются «ваниль» и используются как пряность.
Латинское родовое название происходит от исп. vainilla — «стручочек». Но с ботанической точки зрения, плод ванили, как и всех орхидных, называется «коробочка» (в отличие от настоящего стручка не имеет перегородки).
Известный вид — ваниль плосколистная (Vanilla planifolia).

## Распространение
Виды рода распространены в тропических и субтропических регионах всего земного шара. Культивируется эта пряность во многих странах экваториального пояса.
Более половины мирового объёма производства ванили приходится на Мадагаскар (доля в 2006 году — 59 %). Также среди крупнейших производителей — Индонезия (23 %) и Китай (около 10 %).

## История
В Испании, Италии, Австрии ваниль известна с середины XVI века. В остальных странах Европы — с начала XIX века.

### Применение у ацтеков
В произведении «Общая история дел Новой Испании» (1547—1577) Бернардино де Саагун, опираясь на сведения ацтеков о свойствах растений, привёл различные сведения о ванили (Vanilla planifolia):

Тех, кто выплёвывает кровь, лечат напитком какао с теми ароматными специями, которые называются тлильшочитль, мекашочитль и уэйнакастли, и с особым родом чилле, называющимся чильтекпин, тлатланчилли, хорошенько прожаренным и смешанным с улли… Тлильшочитль. Тот, кто уже не может есть, пьёт эту с какао и каким-то другим составляющим… Тлильшочитль. Эта [трава] похожа на верёвку. Это тецицилин. Её стручки — зелёные, а когда они сухие, то — чёрные; поэтому называют её тлильшочитль. Она ароматная, вкусная, прекрасная, хорошая, питьевая, целебная. Её поджаривают; смешивают с какао. Я кладу тлильшочитль в какао. Я его пью с цветами тлильшочитля… Тлильшучитль. Она подобна верёвке, очень тонкой верёвке. Её стебель, как у тецицилина. Он вьётся, выпускает усики. У неё есть стручки. Её стручки зелёные; когда они сухие, то они чёрные. Они блестящие. У них внутри есть мазь. Они вкусные, прелестные, прекрасные, чудесные, изумительные, вкусные, хорошо сложены, неплохо исполнены. Их пьют в какао. [Растение] ползёт, ползёт далеко, тянется по дороге, выпускает усики, сбрасывает листву, сбрасывает стручки, даёт стручки.
В древности ванильные стручки использовались в качестве денег. Во время правления императора Монтесумы ацтеки собирали налоги ванильными стручками.

### Распространение в Европе
На протяжении долгого времени ваниль в Европу привозили из Мексики, и её стоимость была исключительно высокой. Попытки выращивать ваниль за пределами Мексики не приносили успеха: растение приживалось, но стручки не завязывались. Проблема заключалась в том, что на родине ваниль опыляли эндемичные пчёлы-мелипоны, которые не водились в других странах. Лишь в 1841 году двенадцатилетний чернокожий раб с острова Реюньон, Эдмонд Альбиус, открыл способ ручного опыления ванили. После этого растение широко распространилось по свету, а остров Реюньон стал одним из главных экспортёров ванили.

## Таксономия
Vanilla Plum. ex Mill. The Gardeners Dictionary, Edition 4. VA. 1754.

### Синонимы
Heterotypic Synonyms:
- Vanillophorum Neck., Elem. Bot. 3: 134. 1790, opus utique oppr.
- Myrobroma Salisb., Parad. Lond. 2: t. 82. 1807.
- Dictyophyllaria Garay, Bot. Mus. Leafl. 30: 231. 1986.
- Miguelia Aver., Turczaninowia 14(2): 45 Архивная копия от 30 марта 2018 на Wayback Machine. 2011.

### Виды
Известно более ста видов ванили, из них лишь три культивируют для производства пряности:
- Vanilla planifolia Andrews — даёт несколько культурных сортов ванили лучшего качества, с длинными стручками в 20—25 сантиметров;
- Vanilla pompona Schiede — короткие стручки более низкого качества;
- Vanilla tahitensis J.W.Moore — ваниль таитянская.

Другие виды ванили считаются декоративными.
- Vanilla lujae De Wild.
- Vanilla mexicana Mill.
- Vanilla odorata C.Presl
- Vanilla parvifolia Barb.Rodr.
- Vanilla phaeantha Rchb.f.
- Vanilla rojasiana Hoehne

## Значение и применение
Технология производства данной пряности довольно сложна. На первом этапе незрелые плоды собирают и погружают на 20 секунд в горячую воду (80—85 °C), осуществляя таким образом своеобразное кратковременное бланширование. Затем происходит ферментация плодов при температуре 60 °C в течение недели. Только после ферментации ваниль приобретает характерный аромат и коричневый цвет. После этого пряность в течение нескольких месяцев сушат в тени на открытом воздухе. После появления на стручках белого налёта считается, что пряность готова к употреблению.
Качество ванили зависит от множества факторов, начиная от ботанического вида лианы, из которой она получена, и заканчивая условиями проведения ферментации и сушки. Поэтому в мировой практике ваниль разделяют по качеству на 8 сортов.
|  |  |  |  |  |

### Экономика
|                       | 1964 | 1974 | 1984 | 1994 | 2004 | 2014 |
| --------------------- | ---- | ---- | ---- | ---- | ---- | ---- |
| Мадагаскар            | 1050 | 2283 | 2277 | 800  | 839  | 3139 |
| Индонезия             | 150  | 300  | 520  | 1770 | 2252 | 2000 |
| Папуа — Новая Гвинея  | 0    | 0    | 0    | 0    | 1000 | 507  |
| Мексика               | 90   | 29   | 161  | 167  | 252  | 420  |
| Китай                 | 0    | 0    | 0    | 435  | 900  | 286  |
| Турция                | 0    | 0    | 0    | 45   | 100  | 282  |
| Уганда                | 10   | 10   | 10   | 20   | 170  | 219  |
| Тонга                 | 0    | 10   | 16   | 100  | 145  | 186  |
| Французская Полинезия | 100  | 21   | 6    | 13   | 44   | 27   |
| Коморские Острова     | 175  | 160  | 160  | 131  | 60   | 24   |

На объёмы производства натуральной ванили сильно влияет низкая стоимость «природноидентичных» ароматизаторов — в основном ванилина и этилванилина.